# Dorfkirche Kienbaum

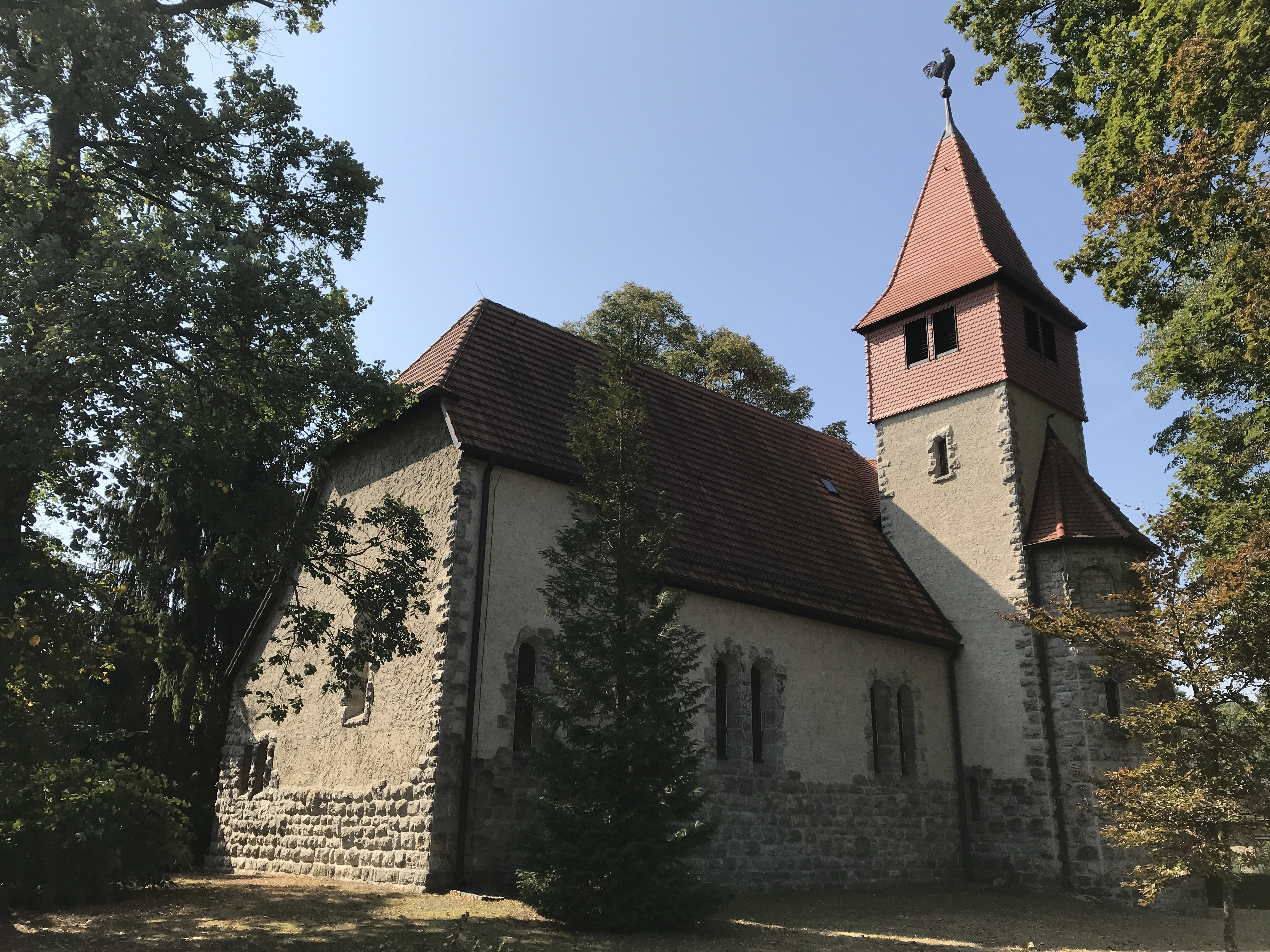
Dorfkirche Kienbaum

Die evangelische Dorfkirche Kienbaum ist eine Saalkirche in Kienbaum, einem Ortsteil der Gemeinde Grünheide (Mark) im Landkreis Oder-Spree im Land Brandenburg. Die Kirchengemeinde gehört zum Kirchenkreis Oderland-Spree der Evangelischen Kirche Berlin-Brandenburg-schlesische Oberlausitz.

## Lage
Die Neue Dorfstraße führt von Norden kommend in südlicher Richtung auf den historischen Dorfkern zu. Dort zweigt die Straße Neumühler Weg nach Osten hin ab; nach Süden umspannt die Straße Anger den Dorfanger. Die Kirche steht auf diesem Grundstück, das nicht eingefriedet ist.

## Geschichte
Die Evangelische Kirchengemeinde Herzfelde-Rehfelde gibt an, dass sich Kienbaum im Jahr 1452 im Besitz des Klosters Zinna befunden hat. Demzufolge ist es wahrscheinlich, dass die Zisterzienser im Ort auch eine Feldsteinkirche errichteten. Sie – oder ein möglicher Nachfolgebau – wurde während der Hussitenkriege und des Dreißigjährigen Krieges vermutlich wie auch der Ort zerstört. Um 1700 errichtete die Kirchengemeinde einen weiteren Bau, der im 18. Jahrhundert umgebaut wurde. 1896 brannte dieser Vorgängerbau ab und die Kirchengemeinde setzte sich für einen Neubau ein. Sie konnten die Kaiserin Auguste Victoria gewinnen, die in Brandenburg zahlreiche Kirchenbauten unterstützte bzw. deren Kirchenausstattung förderte, darunter beispielsweise die Dankeskirche in Halbe oder die Dorfkirche Schenkenberg (Uckermark). Mit ihrer Unterstützung errichteten Handwerker in den Jahren 1908 und 1909 einen Neubau. Die Kirchweihe fand am 24. Oktober 1909 statt. 2009 erfolgte eine Sanierung.

## Baubeschreibung

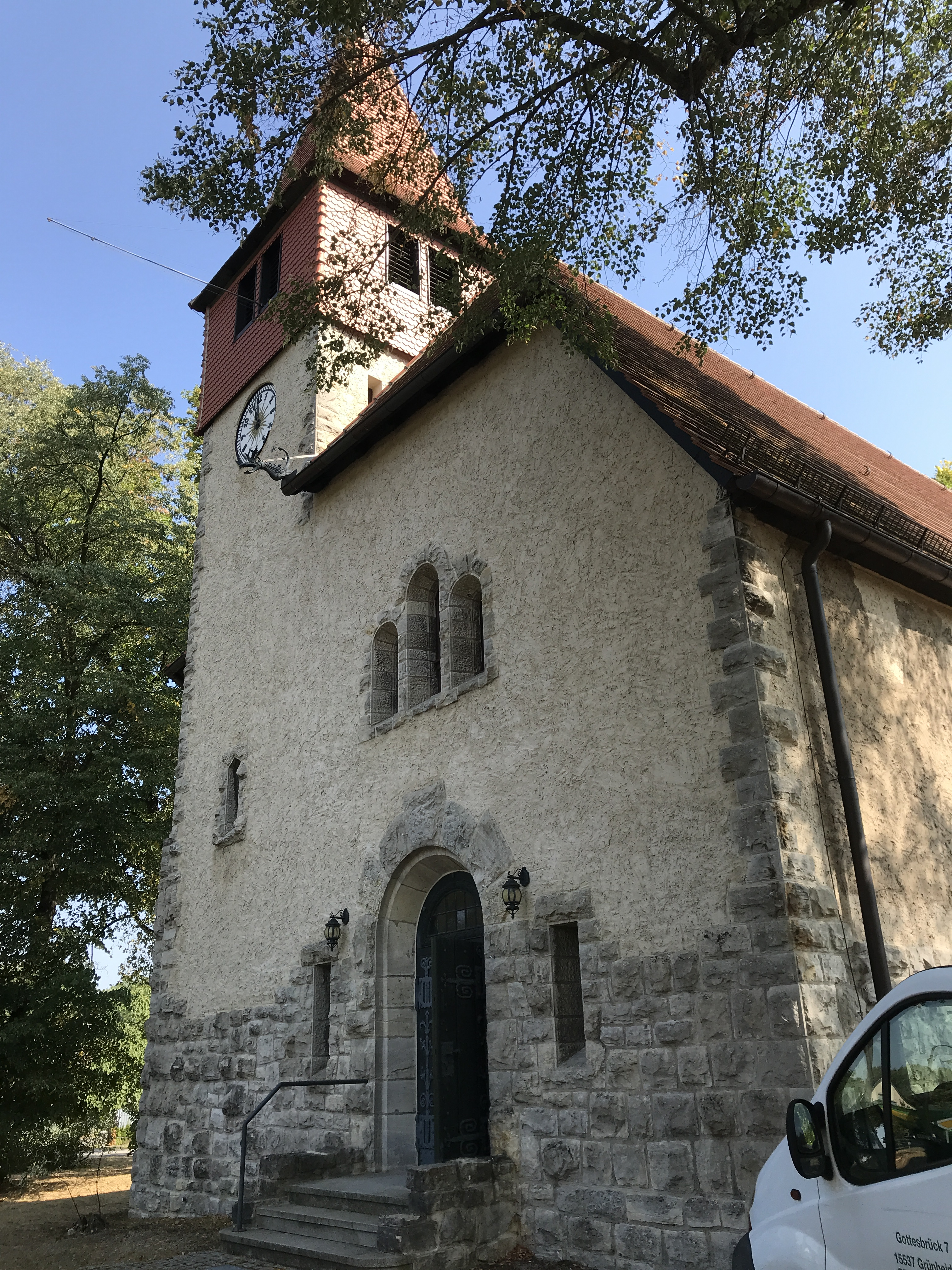
Ansicht von Westen

Der Bau wurde im Wesentlichen aus Mauersteinen und Rüdersdorfer Kalkstein errichtet, der anschließend im oberen Bereich verputzt wurde. Der Chor ist gerade und gegenüber dem Kirchenschiff in seiner Breite leicht eingezogen. Mittig ist ein schmales Rundbogenfenster, dessen Laibung aus behauenen Steinen errichtet wurde. An der Nordwand ist ein weiteres solches Fenster verbaut. An den Chor schließt sich nach Süden hin eine rechteckige Sakristei an. Dort sind an der östlichen Wand zwei kleine, gekuppelte Fenster. Ein weiteres kleines Fenster ist an der Südwand im westlichen Bereich. Der Anbau kann durch eine rechteckige Pforte von Westen her betreten werden. Er ist optisch durch ein Schleppdach in den Baukörper integriert.
Das Kirchenschiff hat einen rechteckigen Grundriss und ist 17 m lang und 8,50 m breit. An der Nordwand sind zwei paarweise angeordnete Rundbogenfenster, die die Form der Öffnungen am Chor aufnehmen. Die Südwand ist identisch aufgebaut. Das Schiff trägt ein nach Osten abgewalmtes Satteldach.
Die Kirche kann über ein großes Rundbogenportal von Westen her betreten werden. Seitlich sind je zwei kleine hochrechteckige Fenster. Oberhalb des Portals sind drei kleine Rundbogenfenster, von denen das mittlere überhöht ist. Der Kirchturm wurde ausmittig nach Nordwesten angebaut. An der Westseite ist ein kleines Rechteckfenster. Nach Norden hin ist ein fünfeckiger Turm angebaut, der als Treppenaufgang dient. Er ist gänzlich aus behauenen Steinen errichtet. Im oberen Geschoss ist an der West- und Südseite je eine Turmuhr. Darüber ist ein verschiefertes Glockengeschoss mit je zwei rechteckigen Klangarkaden an jeder Seite. Es folgt ein geknicktes Pyramidendach, das mit Turmkugel und Wetterhahn abschließt.

## Ausstattung
Der Kanzelaltar wurde im zweiten Viertel des 18. Jahrhunderts aus Holz errichtet und könnte aus dem Vorgängerbau stammen. Er besteht aus zwei Säulen, die mit Akanthus verziert sind, darauf ein barockes Kruzifix. Der Schalldeckel ist mit einer Taube als Symbol für den Heiligen Geist verziert.
Die übrige Kirchenausstattung stammt überwiegend aus der Bauzeit, darunter ein schmiedeeiserner Radleuchter. Nach 1945 schuf der im Ort lebende Steinmetz eine Fünte. Im Westen des Schiffs steht eine Empore, deren Brüstungsfelder mit Allegorien verziert sind. Die Darstellung einer Biene, eines Bienenkorbs sowie eines Fischs weisen auf die mittelalterlichen Erwerbszweige der Honiggewinnung und der Fischerei hin. Die Darstellung der Mitra erinnert an die frühere Zugehörigkeit zum Bistum Lebus. Auf der Empore steht eine Orgel der Brüder Oswald und Paul Dinse, die im Jahr 1880 ursprünglich für eine Kirche in Berlin gebaut wurde. Im Turm hängen zwei Stahlglocken, die 1929 gegossen wurden. Das Geläut wird durch eine Bronzeglocke von 1807 des Vorgängerbaus komplettiert.
Westlich vor dem Bauwerk erinnert ein Denkmal an die Gefallenen aus dem Ersten Weltkrieg. Südlich daneben mahnt eine Stele an das Gedenken von Opfern von Krieg und Gewaltherrschaft.